# Європейський валютний інститут
Європейський монетарний (валютний) інститут (англ. European Monetary Institute) — засновано згідно з Договором про Європейський Союз, розпочав свою діяльність наприкінці 1993 р. у Франкфурті-на-Майні з метою подальшого зміцнення економічного й монетарного співробітництва та підготування до кінцевого етапу формування Економічного та монетарного союзу. 1998 року на його основі створено Європейський центральний банк.